# Megaselia flava
Megaselia flava är en tvåvingeart som först beskrevs av Fallen 1823.  Megaselia flava ingår i släktet Megaselia och familjen puckelflugor. Arten är reproducerande i Sverige. Inga underarter finns listade i Catalogue of Life.